# Sixt-sur-Aff
Sixt-sur-Aff (en bretó Seizh, en gal·ló Sitz) és un municipi francès, situat a la regió de Bretanya, al departament d'Ille i Vilaine. L'any 2006 tenia 2.050 habitants. Està situat al centre d'un triangle entre Rennes, Nantes i Gwened. Limita al nord amb Carentoir, al nord-est amb Quelneuc, a l'est amb Bruc-sur-Aff, al sud-est amb Saint-Just i Renac, al sud amb Bains-sur-Oust, al sud-oest amb Cournon, a l'oest amb La Gacilly i al nord-oest amb La Chapelle-Gaceline.

## Demografia
| 1962                                       | 1968  | 1975  | 1982  | 1990  | 1999  |
| ------------------------------------------ | ----- | ----- | ----- | ----- | ----- |
| 1.772                                      | 1.722 | 1.713 | 1.848 | 1.885 | 1.915 |
| Des de 1962: població sense dobles comptes |       |       |       |       |       |

## Administració
| Període   | Identitat       | Partit |
| --------- | --------------- | ------ |
| 1962-1971 | Prosper Rollais |        |
| 1971-1995 | Claude Grimaud  |        |
| 1995-2008 | Yannick Texier  | UMP    |
| 2008-     | René Riaud      |        |

## Galeria d'imatges

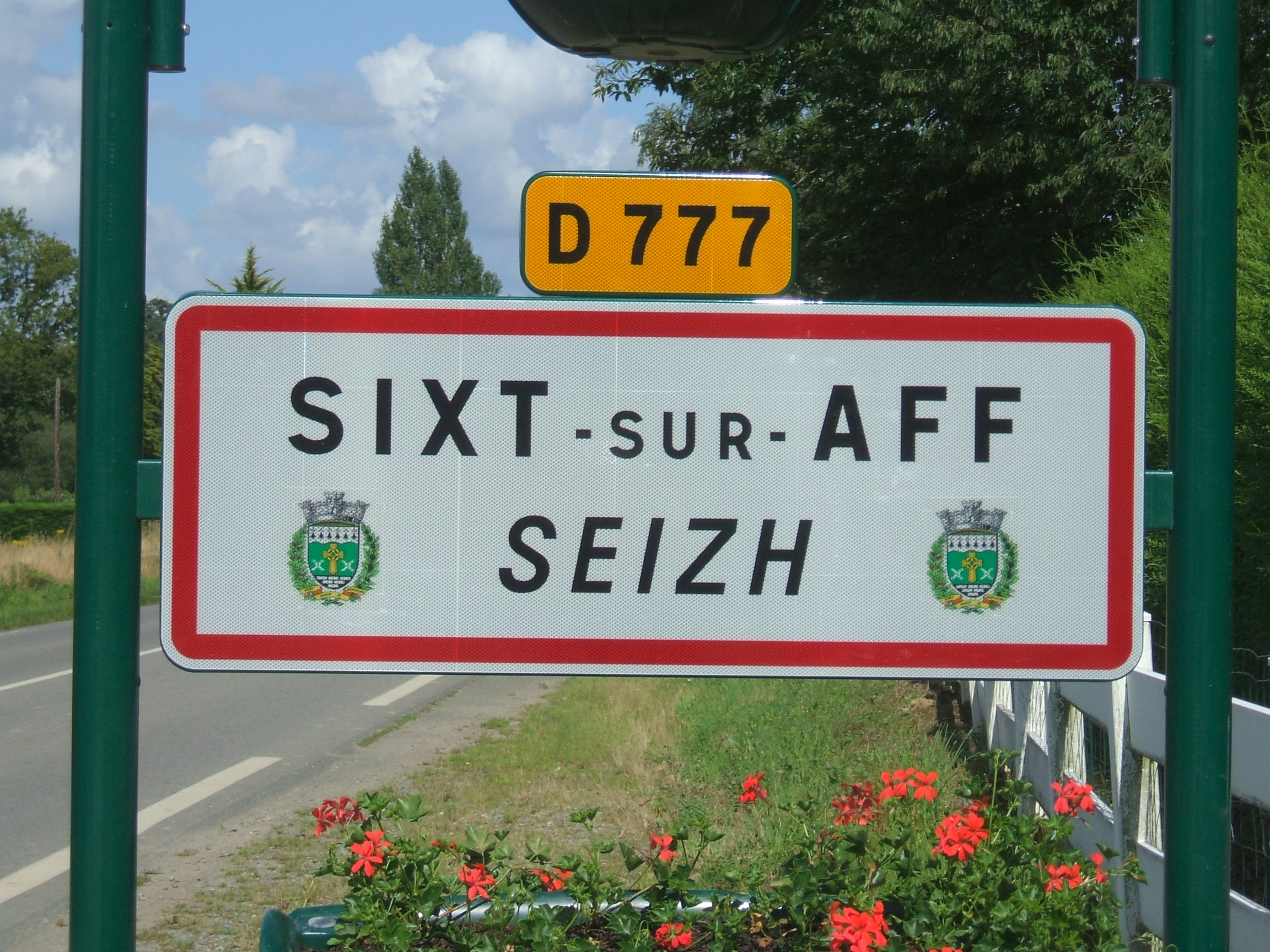
Panell bilingüe
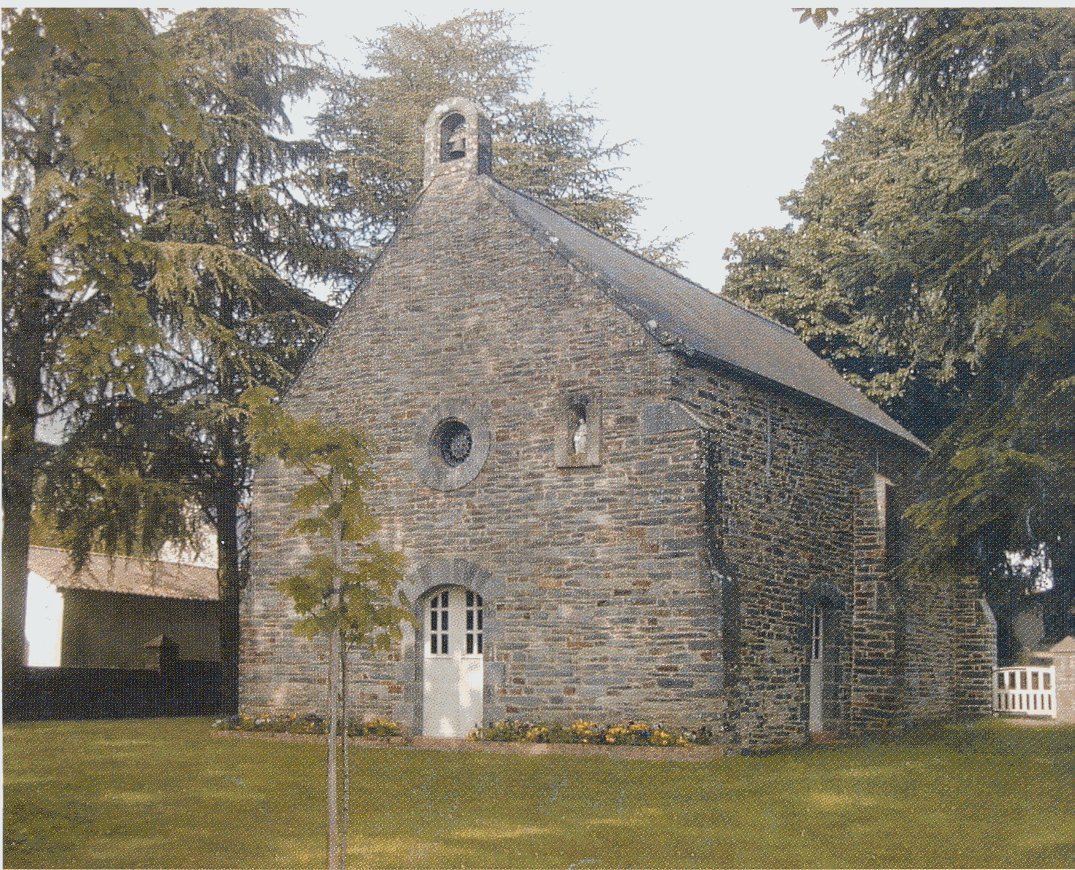
Capella de Noyal